# Mahraganat
Mahraganat (Egyptisch-Arabisch: مهرجانات; 'festivals'), in het Westen beter bekend als electro chaabi, is een muziekstijl die zich het makkelijkst laat omschrijven als 'Egyptische elektronische dansmuziek'. Het is een moeilijk te definiëren genre, doordat het een combinatie is van uiteenlopende genres als chaabi, EDM, hiphop en reggaeton.
Hoewel dit muziekgenre al in 2004 door de Egyptische dj's Ahmed Figo, El Sadat, Feelo en Alaa Fifty in Caïro werd bedacht, geniet het pas sinds de Egyptische Revolutie van 2011 bekendheid onder het grote publiek. Het wordt doorgaans als 'luide', 'rommelige' en 'losbandige' muziek gezien en wordt zodoende in de Arabische wereld niet op de radio gedraaid. In de beginjaren werd het verspreid via YouTube en SoundCloud, maar is inmiddels ook via Spotify te beluisteren.
In 2013 maakte de Frans-Tunesische journalist en documentairemaker Hind Meddeb een documentaire over het muziekgenre, Electro Chaabi getiteld. In 2014 toerde een groep mahragan-dj's door Nederland. Daar kreeg het muziekgenre echter bekendheid door de Nederlandse band Cairo Liberation Front. Door hun optredens in verscheidene landen worden zij binnen Europa beschouwd als de pioniers op het gebied van electro chaabi.